# Jules A.G. Bastin
Jules A.G. Bastin, belgijski general, * 1889, † 1944.